# Società missionaria di San Paolo di Nigeria
La Società missionaria di San Paolo di Nigeria (in inglese Missionary Society of St. Paul) è una società clericale di vita apostolica di diritto diocesano: i membri della compagnia, detti missionari di San Paolo, pospongono al loro nome la sigla M.S.P.

## Storia
Il primo progetto per l'erezione di un seminario nazionale destinato alla formazione del clero missionario venne presentato alla conferenza episcopale nigeriana a Kaduna nel settembre 1976 dal cardinale Dominic Ekandem: il seminario venne inaugurato a Iperu-Remo il 23 ottobre 1977 e Godwin P. Akpan ne venne nominato primo rettore.
La conferenza episcopale nigeriana eresse la società missionaria in "pia unione" nel 1978 e il 17 marzo 1994 la Congregazione per l'Evangelizzazione dei Popoli concesse il suo nihil obstat alla sua trasformazione in società di vita apostolica. John Onaiyekan, arcivescovo di Abuja, procedette all'erezione il 1º luglio 1995 e il 16 aprile 1999 ne approvò le costituzioni.

## Attività e diffusione
Lo scopo della società è quello di reclutare, formare e supportare i missionari nigeriani all'estero.
Oltre che in Nigeria, i missionari di San Paolo sono presenti in Botswana, Camerun, Ciad, Grenada, Irlanda, Liberia, Malawi, Regno Unito, Sudafrica e Svezia: la sede generalizia è ad Abuja.